# Битва за Вэйхайвэй

Битва за Вэйхайвэй или Оборона Вэйхайвэя — сражение на завершающем этапе японо-китайской войны 1894—1895 гг. Боевые действия происходили с 30 января по 12 февраля 1895 года между частями китайского гарнизона и Бэйянской (северной) эскадрой адмирала Дин Жучана и японской 3-й полевой армией генерала Оямы Ивао и Объединённым флотом вице-адмирала Ито Сукэюки.

## Силы сторон

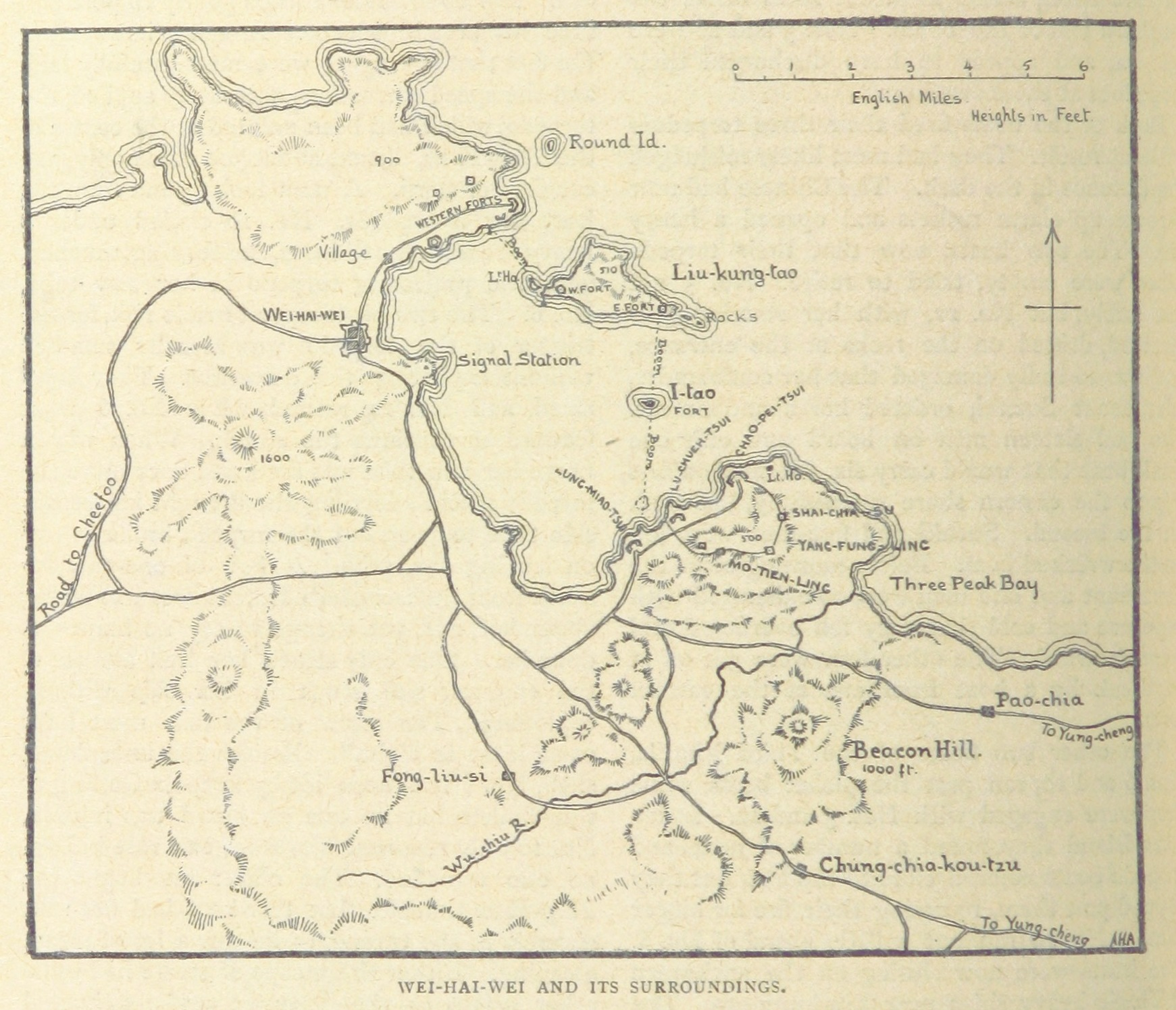
Театр военных действий

С падением в ноябре 1894 года Люйшуня Вэйхавэй оставался последней укрепленной базой Бэйянской эскадры. Китайский броненосный флот после битвы близ устья Ялу был сильно ослаблен и не выходил в море, однако все ещё являлся серьёзной военной силой. Под командованием адмирала Дин Жучана в Вэйхайвэе находилось два устаревших броненосца 2-го класса, два броненосных крейсера 3-го класса, три бронепалубных крейсера 3-го класса, два учебных корабля (деревянные клипера), шесть малых канонерок и 12 исправных миноносцев. Подходы к гавани защищали 15 фортов береговой обороны, которые образовывали три укрепленных района — на материке у восточного входа в бухту, у западного пролива и на островах Люгундао и Жидао. Оба пролива также были перегорожены подводными минными и надводными боновыми заграждениями. Сухопутные укрепления ограничивались средневековой стеной вокруг собственно города Вэйхайвэй. Гарнизон состоял из 9 тысяч плохо обученных солдат.
Не решаясь атаковать Бэйянскую эскадру с моря в защищенной базе, японское командование решило отправить к Вэйхайвэю экспедиционный корпус, чтобы овладеть портом с суши и захватить стоявшие в гавани китайские корабли. В Японии была сформирована двухдивизионная 3-я армия, отплывшая 10 января 1895 года на транспортах из Хиросимы в Далянь. Там в её состав была включена ещё одна бригада расформированной 2-й армии. Общая численность японских войск составила 28 тыс. чел., в том числе 10 тыс. безоружных носильщиков. Командование принял генерал Ояма Ивао, ранее руководивший взятием Люйшуня. На море действовал Объединённый японский флот вице-адмирала Ито Сукэюки из 22 боевых кораблей: семь бронепалубных крейсеров 2-го класса, броненосный крейсер 3-го класса, три устаревших броненосных корабля, два авизо, пять корветов, четыре канонерки и 16 миноносцев

## Высадка японских войск
19 января 1895 года транспорты с первым эшелоном войск 3-й японской армии вышли из Даляньвань, чтобы пересечь Бохайский пролив. Транспортные корабли сопровождали главные силы адмирала Ито. Переход проходил в тяжелейших условиях — при сильном волнении и 20-градусном морозе палубы и надстройки кораблей покрывались ледяной коркой. В тот же день для отвлечения внимания от основного места высадки «Летучий» отряд контр-адмирала Цубои Кодзо (4 бронепалубных крейсера 2-го класса) обстрелял китайские укрепления в Дэнчжоу к северо-западу от Вэйхайвэя. После того как артиллерия крейсеров заставили замолчать береговые батареи, в Дэнчжоу был высажен 2-тысячный отряд, который перерезал прибрежный тракт Вэйхайвэй—Пекин. Теперь связь морской крепости с остальным Китаем могла поддерживаться только через труднодоступные горные пути.

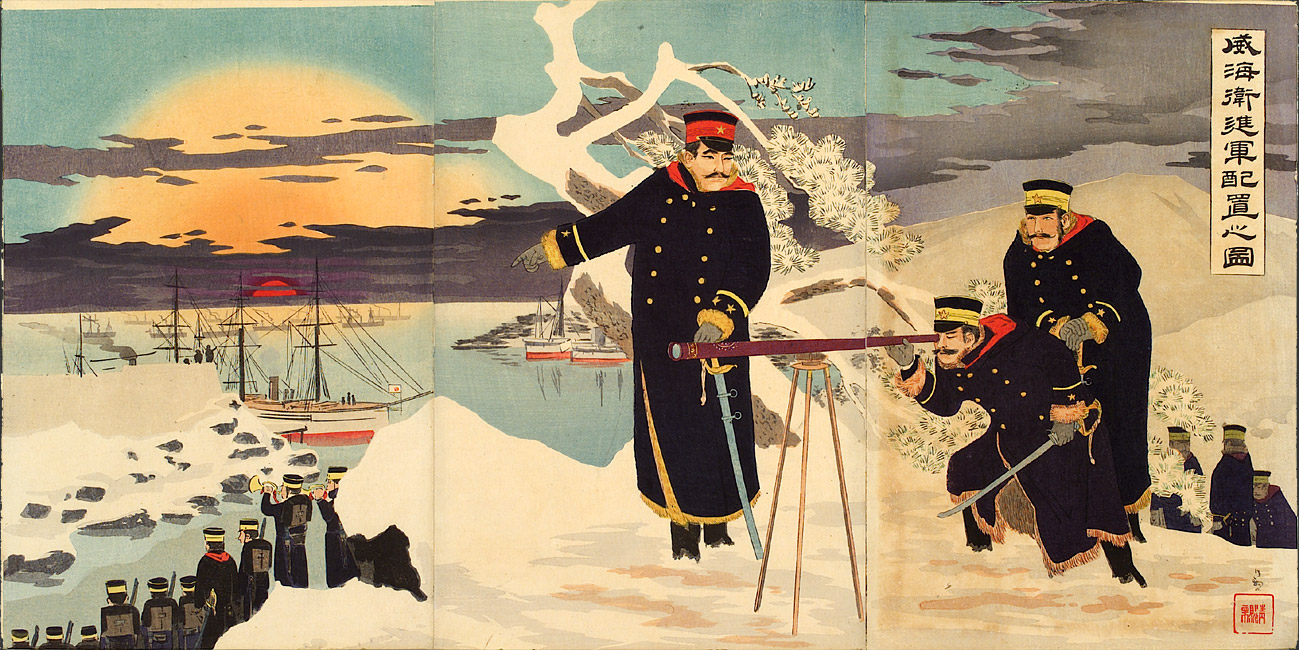
Высадка японских войск у Вэйхайвэя. Рисунок Кобаяси Киётики

Основная высадка была запланирована в бухте Жунчэн в 80 милях к востоку от Вэйхайвэя. В ночь на 20 января в густой снегопад авангардные части японской армии стали высаживаться на берег. Японцам оказал сопротивление отряд в 500 китайских солдат. Они заставили повернуть назад первые японские шлюпки, но потом сами отступили под огнём орудий авизо «Яэяма», успев сообщить по телеграфу о высадке. В дальнейшем она шла беспрепятственно и быстро — со шлюпок и привезенных кораблями на буксире китайских джонок, а позднее при помощи плавучей платформы от берега до места, достаточно глубокого для подходя транспортных судов. К 25 января вся 3-я армия была сосредоточена на занятом плацдарме и начала продвижение двумя колоннами к Вэйхайвэю. У японцев не было тяжелой осадной артиллерии, так как её переброска по пересеченной горной местности из Жунчэна была бы затруднительна.
Японский флот, за исключением 3-го вспомогательного отряда (8 корветов и канонерок), выделенного для непосредственной поддержки сухопутных войск, перешел на стоянку к о. Цзимин между Вэйхайвэем и мыс. Шаньдун, чтобы блокировать Бэйянскую эскадру. Японские дозорные суда взяли под наблюдение оба выхода из бухты. 25 января адмирал Ито обратился к адмиралу Дину с письмом, доставленным в Вэйхайвэй на английском судне. Японский командующий, ссылаясь на довоенную дружбу с Дином, предлагал тому сдаться. Ито убеждал Дина, что этот поступок послужит на пользу будущему его страны, потому что чем скорее окончится война, тем скорее откроется для Китая новая прогрессивная эра. Китайский адмирал оставил письмо без ответа.

## Штурм восточных фортов

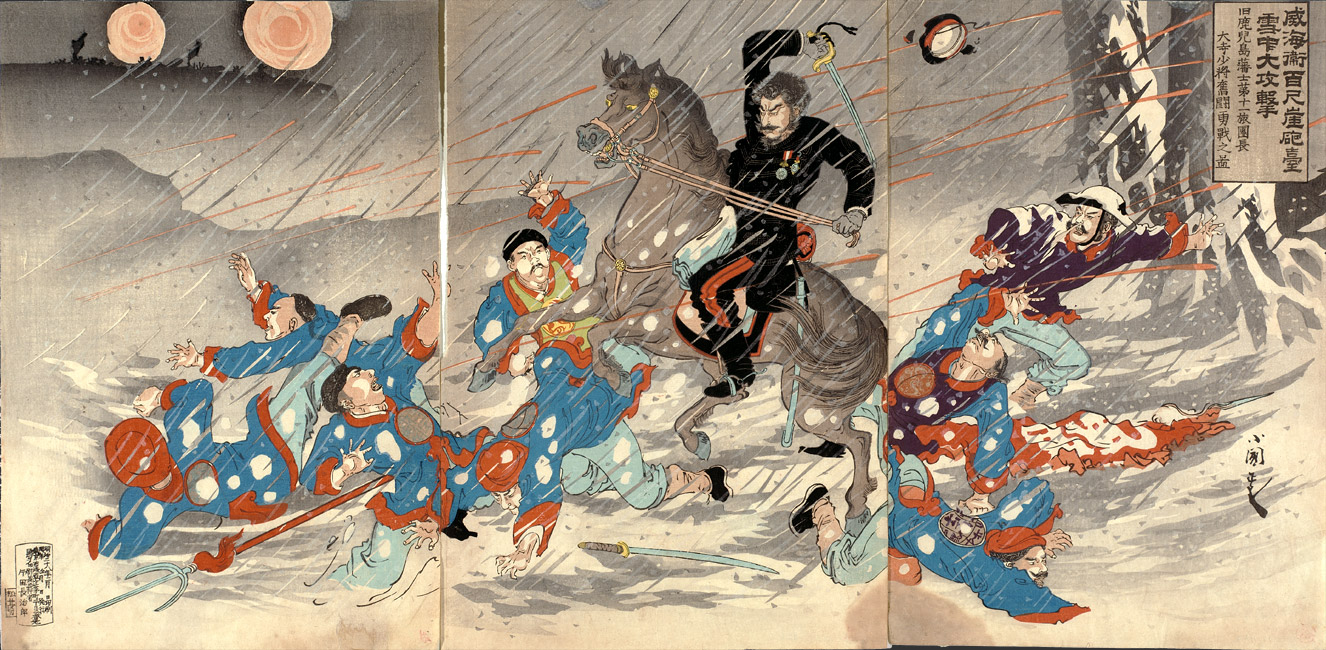
Смерть генерала Одэры Ясудзуми (с японской литографии)

Ранним утром 30 января действующая на приморском направлении северная японская колонна под командованием генерала Одэры Ясудзуми (погиб в бою), сбив фланговым ударом китайские заслоны, атаковала при поддержке огня горных орудий пять береговых фортов, которые прикрывали восточных вход в бухту Вэйхайвэя. Гарнизоны фортов развернули свои орудия в сторону суши, их поддержали и несколько стоявших у берега китайских кораблей, но огонь тяжелых пушек не смог остановить быстрое продвижение японцев. Опасаясь обхода и окружения, гарнизоны двух самых западных фортов в панике бежали из своих укреплений, тут же занятых японцами. Жестокий бой разгорелся за самый восточный китайский форт. С моря огонь по нему вели подошедшие японские канонерки, а также корвет «Кацураги», крейсера «Нанива» и «Акицусима». Полуразрушенный форт был взят штурмом.
Из захваченных на взятых фортах орудий японцы открыли огонь по остававшимся у китайцев двум средним фортам, вызвав там пожары и разрушения. Гарнизоны взорвали форты и отступили к берегу, надеясь на помощь с кораблей Бэйянской эскадры. Адмирал Дин действительно высадил отряд моряков, чтобы прикрыть эвакуацию. Однако сильный обстрел с берега заставил корабли отойти от входа в бухту. Китайские солдаты и моряки были прижаты к морю и уничтожены. Спаслось лишь несколько человек, добравшиеся вплавь до своих кораблей.
В это же время вторая японская колонна отбросила 2-тысячный китайский отряд, прикрывавший южные подступы к Вэйхайвэю. Японцы вышли к дороге вдоль берега бухты, по которой спешно отступали китайские солдаты, первыми бежавшие с фортов. Японцы попытались преградить им путь, но попали под огонь кораблей Бэйянской эскадры. В бой вступили и орудия форта на острове Жидао, прикрывая отход китайских войск. Японцы не решились приблизиться к берегу, и остатки гарнизонов восточных фортов сумели отступить в Вэйхайвэй. В утреннем бою японцы потеряли 134 человека убитыми и ранеными. Потери китайских войск были на порядок больше, ещё более крупных потерь удалось избежать лишь благодаря поддержке флота.

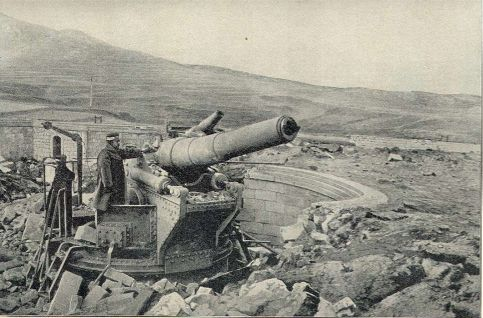
Захваченная китайская батарея 11-дюймовых орудий. 1895. фото

## Первые атаки японского флота
В 2 часа дня 30 января адмирал Ито с 12 крейсерами главной эскадры и «Летучего» отряда появился в виду Вэйхайвэя и проследовал в кильватерной колонне мимо острова Люгундао, обстреляв его форты с дальней дистанции. Крейсера не стали приближаться к китайскому флоту, который выстроился в бухте за боновым заграждением. Японский адмирал ссылался на опасность мин, но, на самом деле, к тому времени японцы уже обнаружили на одном из захваченных фортов пост управления минным заграждением и немедленно обезвредили его.
Первым в бой с Бэйянским флотом вступил отряд японских канонерок, которые, оказавшись под огнём китайских кораблей, быстро повернули назад. Под вечер к бухте был послан японский отряд из устаревших броненосных кораблей: малого казематного броненосца «Фусо», полуброненосных батарейных корветов «Конго» и «Хиэй», а также авизо «Такао» (по др. данным — малого броненосного крейсера «Чиода»). Японские корабли совершали сложные манёвры у восточного входа в бухту, стараясь обойти предполагаемые мины, а потом повернули назад, не принимая бой. Причиной отступления было названо закатное солнце, которое слепило японцев и давало слишком большее преимущество их противнику.
Ночью последовала третья попытка японских военно-морских сил проникнуть в бухту. На этот раз в пролив были направлены миноносцы. Их атака также закончилась безрезультатно. На захваченных японцами фортах миноносцы в темноте приняли за китайские и открыли по ним огонь. Миноносцы не пострадали, но вынуждены были повернуть назад.

## Китайский флот в окружении

Китайский флот в Вэйхайвэе. 1895. фото

На следующий день 31 января в море начался жестокий шторм, и японский флот вынужденно укрылся в защищенной от непогоды бухте Жунчэна. Из-за морозов, метелей и обильных снегопадов японцы приостановили и наступление на суше. Адмирал Дин воспользовался передышкой для организации обороны морской крепости. Он предполагал, что город Вэйхайвэй будет в скором времени сдан своим слабым гарнизоном, но считал, что флот может самостоятельно обороняться, пока не подойдет помощь, базируясь на остров Люгундао.
На Люгундао находилась главная квартира флота, военно-морское училище, угольный склад и пять фортов с 17 крупнокалиберными орудиями. На расположенные против острова батареи фортов у западного пролива отправился отряд моряков, которые по приказу Дина привели их в негодность. Если бы противник захватил эти батареи неповреждёнными, их крупнокалиберные орудия могли бы обстреливать через узкий западный пролив о. Люгундао и якорную стоянку эскадры. Были уведены или уничтожены все мелкие суда в бухте, чтобы не допустить японского десанта на остров.
Дина обвиняли, что он не попытался увести свой флот из Вэйхайвэя в один из южных портов Китая. Даже если бы Бэйянской эскадре не удалось избежать сражения, два хорошо защищенных китайских броненосца, как показал бой у Ялу, оказались бы «не по зубам» японским крейсерам. Однако бой в открытом море обрекал на гибель малые китайские корабли, с чем Дин не мог согласиться. Большое значение имели и обстоятельства морального плана — адмирала Дина уже осуждали за отказ помочь Люйшуню, оставление флотом без боя ещё одной крепости стало бы окончательным доказательством его трусости. Кроме того, на Люгундао бежало несколько тысяч жителей Вэйхайвэя, которые боялись, что японцы устроят во взятом городе такую же резню, как ранее в Люйшуне. Уйти из Вэйхайвэя означало обречь на гибель нескольких тысяч гражданских лиц, в том числе женщин и детей.
С прекращением метелей, японцы возобновили наступление. Как и предполагал Дин, 1 февраля китайские войска покинули город Вэйхайвэй и через горы ушли в сторону Чифу. Сражаться вместе с Дином осталось лишь полторы тысячи солдат, которые находились в фортах Люгундао и Жидао. Ими командовал генерал Дай Цзунцянь (в европейских источниках — «генерал Чан» или Шанг Вансей). Опустевший город на следующий день был занят без боя японскими войсками, которые овладели и разрушенными Дином береговыми фортами у западного пролива в бухту. Базирующийся на Люгундао китайский флот оказался блокированным и с моря, и с материка.
Утром 2 февраля у Вэйхайвэя вновь появилась японская эскадра. Море было спокойным, сияло яркое солнце, но стоял сильный холод. Выстроенные в кильватерную колонну белоснежные японские корабли на полном ходу прошли мимо Люгундао, ведя по острову огонь с дистанции чуть более 2 км. Береговые батареи открыли ответный огонь, но не смогли добиться попаданий по быстро удалившимся японцам. В последующие дни японский флот ежедневно устраивал подобные огневые налеты на Люгундао. Они не причиняли серьёзного ущерба хорошо укрепленным батареям и укрытым за островом китайским кораблям, которые, в свою очередь, маневрировали по бухте, обстреливая японские войска на материке. Тем не менее, постоянные обстрелы оказывали сильное психологическое воздействие на китайский гарнизон и беженцев.

## Атаки японских миноносцев
Гораздо успешнее больших японских кораблей действовали миноносцы. Хотя китайские мины были выведены из строя, восточный вход в бухту перекрывал протянувшийся на 3 км бон из стальных швартовых, которые поддерживали бревенчатые заякоренные плоты. В боновом заграждении было несколько проходов, которые, однако, охраняли китайские дозорные суда. Южный участок бона был уже разрушен японцами, но этот проход у берега был опасным из-за обилия подводных скал.
В ночь на 3 февраля японские миноносцы попытались пройти через бон по центральному проходу, но были замечены китайскими сторожевыми судами и отогнаны огнём. В следующую ночь на 4 февраля к Вэйхайвэю вновь скрытно вышли 10 японских миноносцев (2-й и 3-й отряды). Пока две канонерки отвлекали внимание китайских дозоров, миноносцы обошли боновое заграждение с юга, при этом два миноносца налетели на скалы и, получив повреждение, повернули назад. Ещё два миноносца попали на бон, но сумели на полном ходу перескочить через швартовы. Дождавшись захода луны, первый отряд из четырёх миноносцев незамеченным обошел линию китайских сторожевых судов (миноносцы и вооруженные шлюпки) и вышел к якорной стоянке главных сил Бэйянского флота.
На китайских кораблях не ждали нападения, японцы хорошо различали их, благодаря ярко горевшим иллюминаторам. Миноносцы шли прямо на флагманский броненосец «Динъюань», выделявшийся на фоне неба своими высокими мачтами. Однако в этот момент второй отряд миноносцев, взяв неверный курс, вышел на китайские сторожевые суда, с которых немедленно открыли огонь из малокалиберных скорострелок и ручного оружия. Огонь велся также и с больших кораблей.
Лишь два миноносца прорвались к китайскому флагману, но из-за обледенения торпедных аппаратов смогли выпустить в него только половину своих торпед. Одна из них поразила «Динъюань» в борт около кормы. На броненосце успели задраить водонепроницаемые перегородки, однако в них открылась сильная течь, корабль стал оседать в воду. «Динъюань» отвели к берегу, где он через несколько часов сел на дно. Палуба броненосца осталась над водой, и он мог продолжать вести огонь из башенных орудий. Японцы потеряли два миноносца и 15 человек убитыми. Один миноносец был расстрелян из пушек (экипаж успел перейти на другие суда), второй (№ 22, из пары, участвовавшей в атаке «Динъюаня») столкнулся при отходе с китайской шлюпкой, повредил рули и вылетел на скалы (команда утонула или замерзла, утром китайцы взяли в плен оставшихся пять членов экипажа). Ещё два сильно поврежденных миноносца японцы увели на буксире.

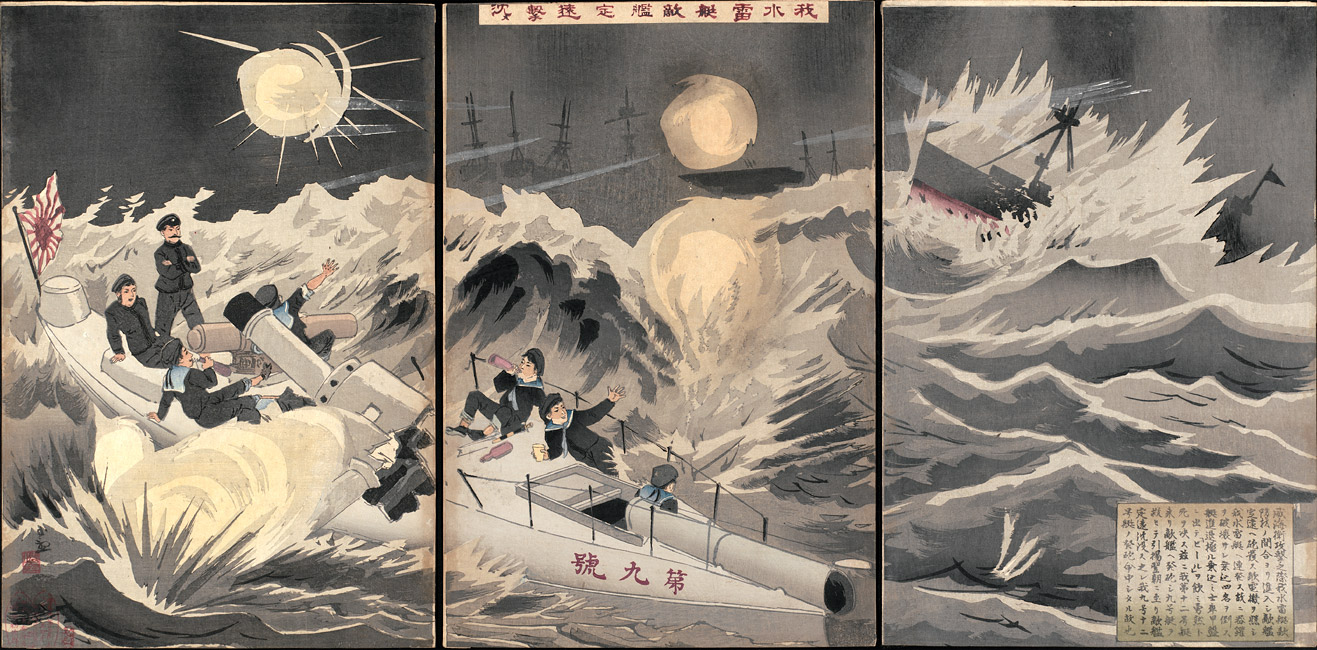
Подвиг японского миноносца, торпедировавшего китайский броненосец. Рисунок Кобаяси Киётики

На следующую ночь 5 февраля японцы повторили атаку, в которой теперь участвовало 4 миноносца из элитного 1-го отряда (2 миноносца повернули назад из-за повреждений). На этот раз китайцы ожидали нападения. Адмирал Дин лично встал в сторожевое охранение на крейсере «Цзиюань». Прожекторы шарили лучами по бухте. Несмотря на все принятые меры, японцам удалось, обогнув бон с юга, обойти дозоры и приблизиться к китайской эскадре незамеченными.
Два миноносца, в том числе бронированный «Котака», атаковали и торпедировали броненосный крейсер «Лайюань». Через десять минут после взрыва торпеды «Лайюань» перевернулся и затонул, оставив на поверхности днище. Из перевернувшегося крейсера доносились стук и крики оказавшихся в ловушке людей. Когда с большим трудом удалось прорезать дно крейсера, там уже были только мертвые — 170 человек. Два других миноносца торпедировали учебный корабль «Вэйюань», затонувший на мелководье. В своем отчете японцы доложили и о поражении других китайских кораблей, в том числе — обоих броненосцев и ещё одного крейсера.

## Бой на внешнем рейде
Считая китайский флот достаточно ослабленным, адмирал Ито принял решение атаковать его всеми своими силами. 7 февраля японские корабли, выстроившись в две колонны, вышли на внешний рейд морской крепости. Адмирал Ито с главной эскадрой и броненосным отрядом совершал циркуляции перед боновым заграждением у острова Люгундао, адмирал Цубои с «Летучим» отрядом — перед Жидао. Японские бронепалубные крейсера и броненосные корабли вели беглый огонь, проходя мимо береговых батарей и стоявших за боном китайских кораблей, потом разворачивались для нового прохождения. Китайцы энергично отвечали с кораблей и береговых батарей, добившись нескольких попаданий в противника.
Наиболее серьёзно, как и в битве при Ялу, пострадал флагман Ито, крейсер «Мацусима». Один китайский снаряд уничтожил на нём штурманскую рубку и повредил дымовую трубу, а другой, пробив угольную яму и броневую палубу, прошел через минный погреб в машинное отделение, но не взорвался. На флагмане Цубои, крейсере «Иосино», было подбито одно из орудий, причем осколки от броневого щита поразили весь расчет. Попадания крупнокалиберных снарядов были также в «Наниву» и «Фусо». Всего в бою погибло 29 и было ранено 36 японских офицеров и матросов. Среди китайских кораблей наиболее пострадал броненосец «Чжэньюань», на котором было убито или ранено около 50 человек. Главным же успехом японцев являлось уничтожение форта на острове Жидао, где взорвался пороховой склад. Тем не менее, адмиралу Ито не удалось добиться решительной победы, неприятным сюрпризом для японского командующего стало и участие в сражении нескольких якобы уже потопленных китайских кораблей.

## Попытка прорыва китайских миноносцев
8 февраля, когда японская эскадра вновь приблизилась к Вэйхайвэю, через западный пролив из бухты неожиданно вышла китайская минная флотилия — не менее 13 миноносцев. Дин Жучан пытался дать решительное сражение силами минного отряда, но командир миноносца «Цзои» Ван Пин, назначенный командующим отрядом, испугался боя и предпочел попытаться прорваться в Чифу (Яньтай).

Схема прорыва китайских миноносцев

Адмирал Ито послал в погоню быстроходные крейсера «Иосино»(«Ёсино») и «Наниву» (по др. данным «Акицусиму») из «Летучего» отряда, а также быстро отставший от них сравнительно тихоходный «Ицукусима». Обойдя китайскую минную флотилию со стороны моря, японские крейсера открыли по ним огонь, прижимая к берегу. В Чифу прорвался только мореходный миноносец «Цзои». Остальные или выбросились на скалы, или были потоплены в бою. Из севших на скалы миноносцев 4 были уничтожены командами, а 8 — захвачены японцами, однако 4 из них были настолько тяжело повреждены, что затонули во время шторма при буксировке в ближайшие бухты.

## Последние дни обороны
Адмирал Ито стремился провести свою эскадру на внутренний рейд Вэйхайвэя и окончательно уничтожить там китайский флот. Но для этого, предварительно, следовало разрушить боновое заграждение, преграждавшее путь японским кораблям. В ночь с 8 на 9 февраля к бону были направлены катера и баркасы. Их команды, используя взрывчатку, а также топоры и ножовки, разрушили значительную часть бона.
Японцы закончили восстановление захваченных ими западных береговых фортов, орудия которых могли доставать через узкий пролив до якорной стоянки у Люгундао. Утром 9 февраля японцы начали обстрел. Адмирал Дин отдал приказ немедленно подавить вражеские батареи. Однако в дуэли был подожжен и затем взорван посаженный на мель «Динъюань». В тот же день артиллерийским огнём был потоплен и бронепалубный крейсер «Чингъюань».
В последующие дни японцы продолжали обстрелы Люгундао и с береговых батарей Вэйхайвэя, и с кораблей, курсировавших вблизи острова. Ответным огнём китайцы повредили крейсер «Ицукусима», корветы «Кацураги» и «Тэнрю». По ночам японцы устраивали вылазки в бухту на малых судах, продолжая разрушать боновое заграждение. Положение китайцев на Люгундао становилось всё более безнадежным, солдаты и матросы были до предела измотаны непрерывными боями. Скученные на острове беженцы страдали от холода и болезней. Под влиянием подстрекательств иностранных военных советников в гарнизоне начался сильный ропот, возникла угроза бунта. Дин заявил представителям солдат и матросов, что их долг драться до конца, но вынужден был назвать последний срок, когда ещё можно надеяться на помощь извне — 11 февраля.

## Капитуляция
В ночь на 11 февраля адмирал Дин получил доставленное каким-то образом на Люгундао сообщение от Ли Хунчжана, в котором говорилось о невозможности послать войска на помощь Вэйхайвэю. Адмиралу был дан совет уйти в какой-нибудь другой порт. Однако сделать это с оставшимися силами не было никакой возможности.
Утром 12 февраля к курсировавшему у Вэйхайвэя японскому флоту направилась китайская канонерка под белым флагом. Парламентеры передали адмиралу Ито письмо от китайского командующего. Дин соглашался на сдачу крепости и оставшихся кораблей при условии свободного ухода их команд и гарнизона. Адмирал Ито, вопреки мнению военного совета, согласился на такие условия и предложил адмиралу Дину в письме почетную эмиграцию в Японию. Дин Жучан отдал последние распоряжения по сдаче крепости и покончил жизнь самоубийством. Его заместитель, командир броненосца «Динъюань» Лю Бучань застрелился ещё 10 февраля, после взрыва, окончательно уничтожившего его корабль. Застрелился и командир «Чжэньюань» Ян Юнлинь. Также покончил с собой военный комендант Вэйхайвэя Дай Цзунцянь.

Взорванный броненосец «Динъюань». Фото

Из-за самоубийств высших китайских командиров у японцев возникли проблемы с подписанием акта о капитуляции. 13 февраля на борту японского флагмана «Мацусима» с китайской стороны подписи поставили гражданский губернатор Вэйхайвэя и британский капитан на китайской службе Мак-Люр. 14 февраля японские корабли вошли в бухту. Остававшиеся у китайцев суда, в том числе броненосец «Чжэньюань», крейсера «Пинъюань» и «Цзиюань» спустили флаги. Японцы по распоряжению адмирала Ито оставили китайцам небольшое учебное судно «Канцзи». На нём были перевезены в Чифу тела Дин Жучана и других китайских командиров, которым противник, уважая их доблесть, отдал последние почести. Японская эскадра, выстроившаяся в бухте, салютовала флагу адмирала Дина. Нескольким тысячам китайских военных и беженцам, перевезенных японцами с Люгундао, было предоставлено право свободно покинуть крепость (мирные жители получили приглашение остаться в городе при гарантиях полной безопасности). В Вэйхайвэе японцы захватили богатые трофеи, в том числе — броненосец «Чжэньюань», ставший первым крупным броненосным кораблем японского флота.